# Novodvorský močál
Novodvorský močál je přírodní rezervace na katastrálním území města Frýdek-Místek, Panských Nových Dvorech a katastrálním území obce Dobrá v okrese Frýdek-Místek. Důvodem ochrany je významný komplex lesních a nelesních mokřadů s výskytem ohrožených druhů rostlin a živočichů.
Novodvorský močál se rozkládá v jihovýchodní části Panských Nových Dvorů. Vznikl samovolným vývojem na místě dřívějšího rybníka, jehož pozůstatky včetně provalené hráze lze na místě ještě pozorovat. Močál je napájen potokem Vlček pramenícím poblíž ve Frýdeckém lese. Na několika místech potoka jsou znatelné vířící prameny.

## Flóra
Močál se skládá ze dvou částí, lesní a volné. Lesní část je tvořena jasanem ztepilým (Fraxinus excelsior) a olší lepkavou (Alnus glutinosa), které doprovází dub letní (Quercus robur) a bříza bělokorá (Betula pendula), vzácně i jilm horský (Ulmus glabra). Keřové patro tvoří zejména krušina olšová (Frangula alnus). Volná část bez lesního porostu je tvořena přesličkou lesní (Equisetum sylvaticum), ostřicí třeslicovitou (Carex brizoides), papratkou samičí (Athyrium filix-femina), kyčelnicí žláznatou (Dentaria glandulosa), řeřišnicí hořkou (Cardamine amara), třtinou šedavou (Calamagrostis canescens) a ostružiníkem (Rubus).
V přírodní rezervaci roste ohrožený ďáblík bahenní (Calla palustris), prstnatec májový (Dactylorhiza majalis) a vachta trojlistá (Menyanthes trifoliata). 

## Fauna
V období s dostatkem vody se zde vyskytuje střevle potoční (Phoxinus phoxinus) a poblíž tůní můžeme spatřit skokana hnědého (Rana temporaria). Žije zde čolek horský (Triturus alpestris) a několikrát tu byla pozorována i téměř ohrožená vydra říční (Lutra lutra). 

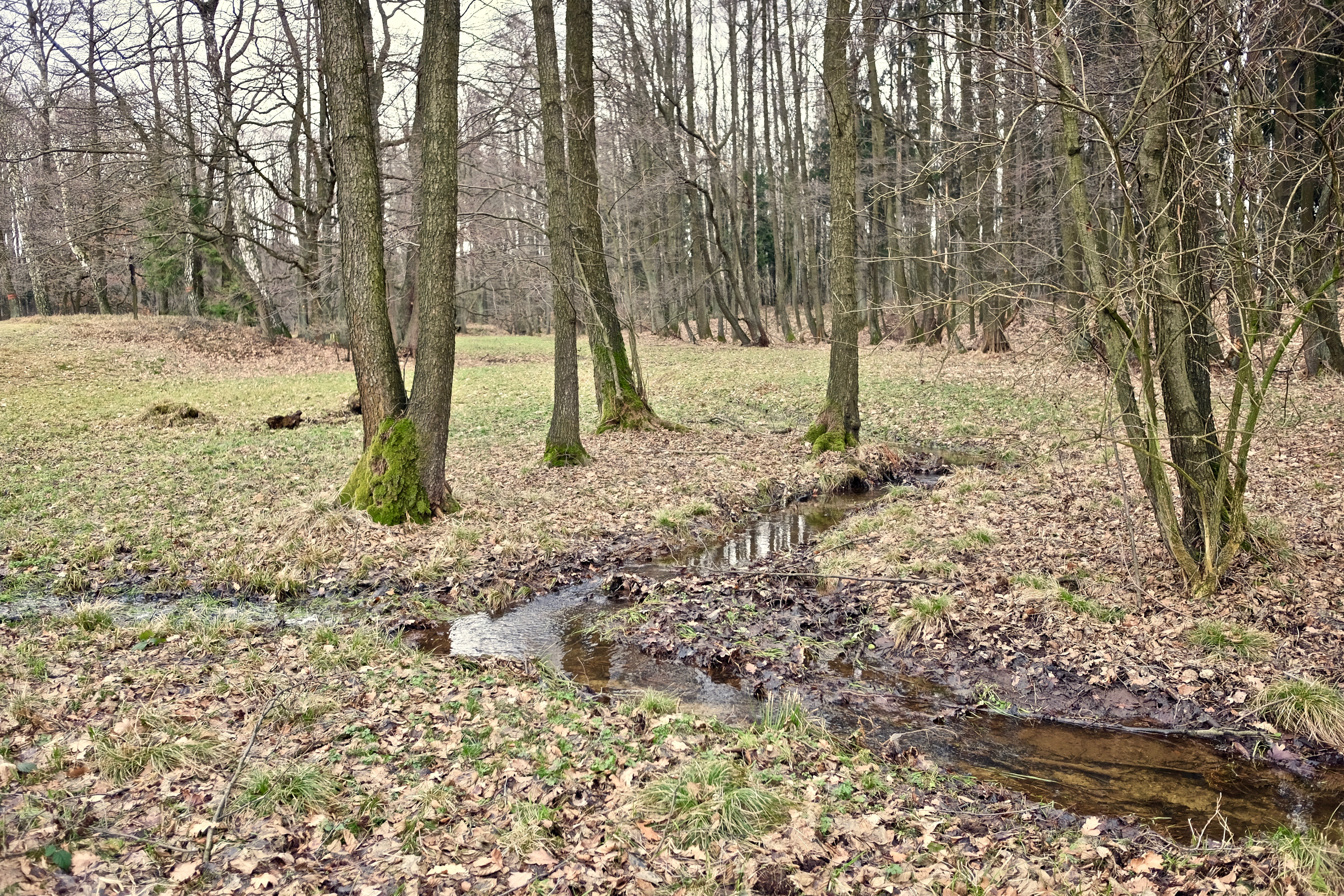
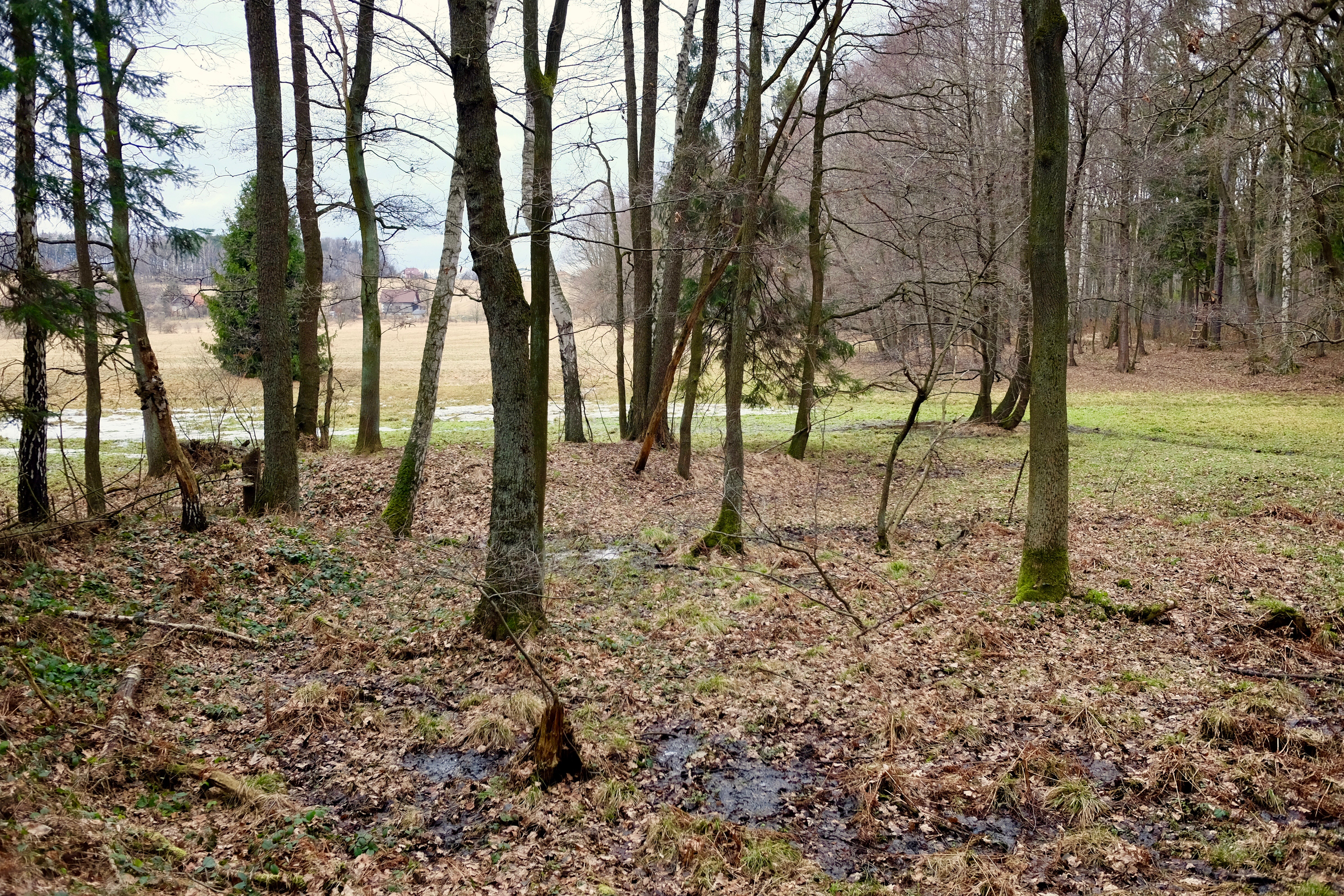
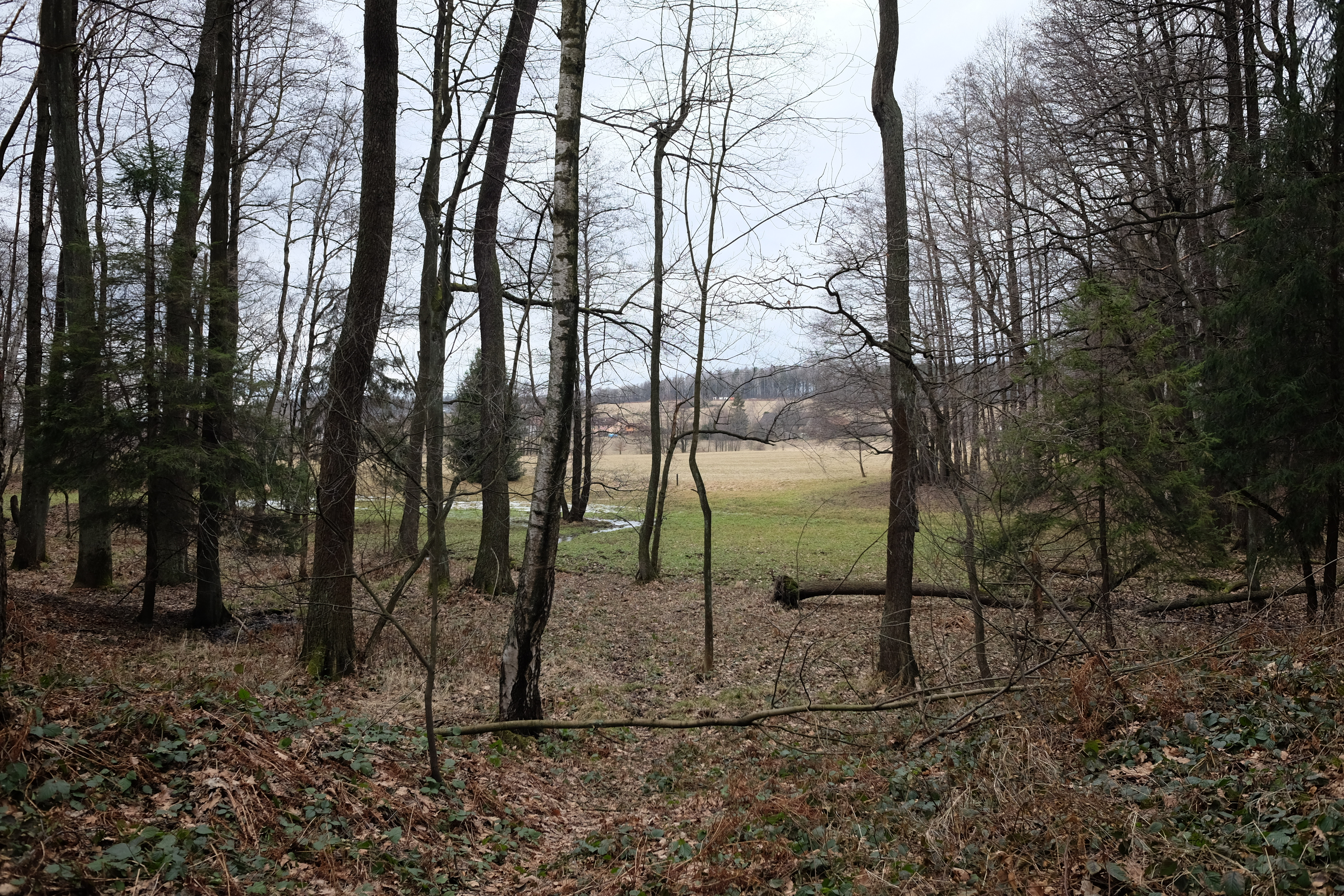
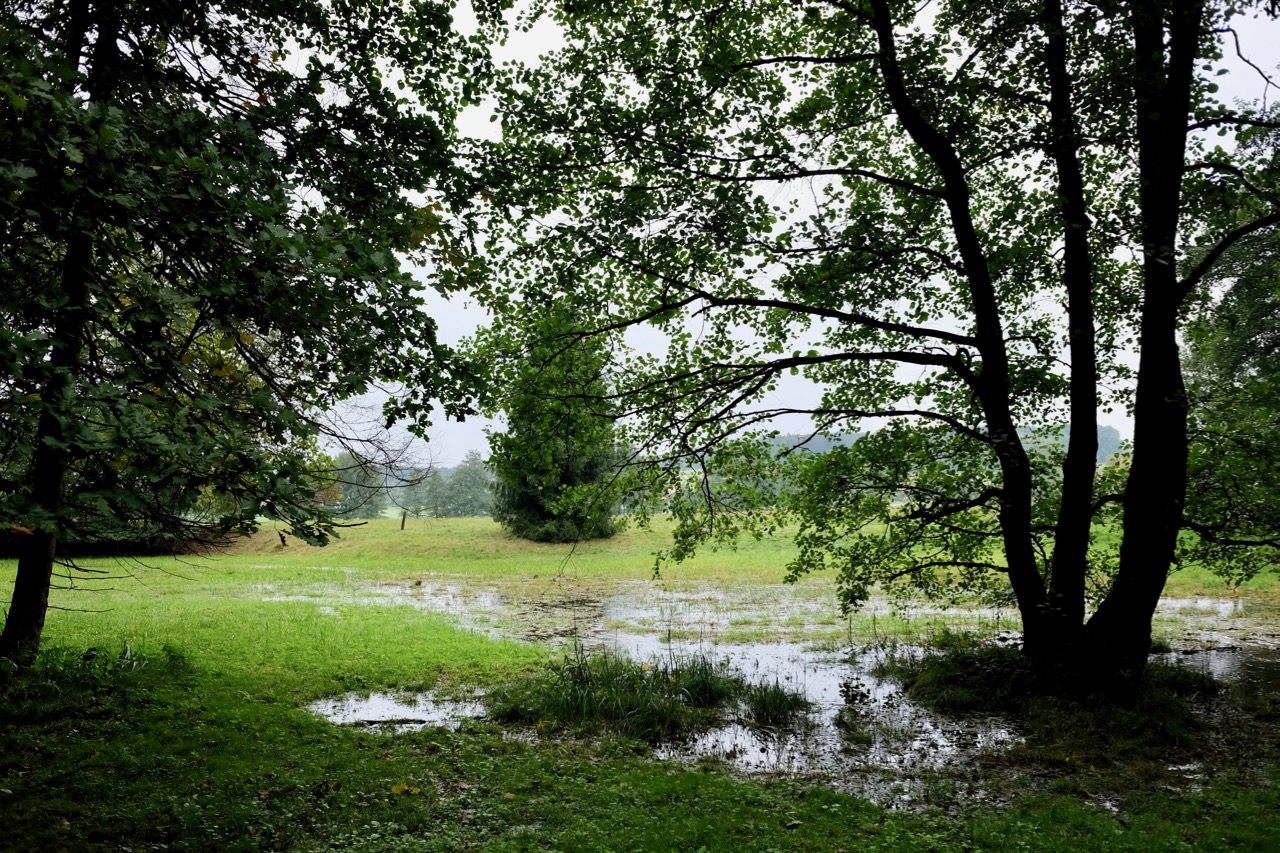